# Пјетро Анастази
Пјетро Анастази (итал. Pietro Anastasi; Катанија, 7. април 1948 — Варезе, 17. јануар 2020) био је италијански фудбалер који је играо на позицији нападача.
Каријеру је почео у Варезеу где је током прве сезоне изборио пласман клуба у Серију А. Године 1968. је прешао у Јувентус где је одиграо преко 300 утакмица у свим такмичењима. Освојио је три титуле Серије А и стигао је до три финала европских такмичења. Потом је провео две сезоне у Интеру, где је освојио Куп Италије. Потом је прешао у Асколи, где је остао три сезоне. Каријеру је завршио након једне одигране сезоне у швајцарском Лугану.
За репрезентацију Италије одиграо је 25 утакмица и постигао осам голова од којих је један био у финалу Европског првенства 1968. када је постигао победоносни гол против Југославије.
Због свог антрополошког изгледа — тамно-маслинасте боје тена, добио је надимак Петруцу Турчин (сицилијански: Petruzzu 'u turcu).

## Трофеји
Јувентус
- Серија А: 1971/72, 1972/73, 1974/75.

Интер
- Куп Италије: 1977/78.

Италија
- Европско првенство: 1968.

Индивидуални
- Најбољи стрелац Купа Италије: 1974/75.[4]
- Најбољи стрелац Купа сајамских градова: 1970/71.[5]
- Кућа славних италијанског фудбала: 2019.[6]